# Wild Child
Wild Child är en tonårsfilm från 2008 i regi av Nick Moore. I huvudrollerna syns bland andra Emma Roberts, Alex Pettyfer och Natasha Richardson. Filmen var Natasha Richardsons sista film, som avled efter en skidolycka 2009.
Inspelningen av filmen skedde både i England och Los Angeles. Filmen släpptes på DVD den 3 juni 2009 och är 95 minuter lång.

## Handling
16-åriga Poppy Moore är en självupptagen och otäckt rik överklasstjej från Los Angeles. Efter att en fest spårat ur, får hennes pappa nog och skickar henne till en internatskola i England för att få ordning på henne. Poppy längtar tillbaka till friheten men när hon gör allt i sin makt för att bli relegerad, ställs den amerikanska prinsessan inför en värdig motståndare: engelska flickor och lärare som inte tolererar hennes bortskämda sätt.
Poppy inser till slut att hennes dåliga beteende inte kommer att leda någonvart, så tillsammans med sina nya vänner och rumskamrater planerar hon en flyktplan. Men snart börjar hon undra om det inte kan vara värt att stanna trots allt. Hon får veta att hennes mamma en gång i tiden gått på den här skolan och bestämmer sig då för att verkligen försöka anstränga sig att bli en bättre och mindre bortskämd person. Men då hon tror att hon faktiskt kommer att ta sig ut oskadd ur den engelska internatskolan anklagas hon plötsligt för att ha tänt eld på skolans kök. Utan varken motbevis eller alibi kan Poppy inte göra något annat än att invänta domen och då hon inser att hennes straff kommer att bli relegering, kommer hon på sig själv med att tänka hur hon inte alls vill bli relegerad längre, som från första början var hennes högsta önskan.

## Skådespelare
- Emma Roberts – Poppy Moore
- Alex Pettyfer - Freddie Kingsley
- Natasha Richardson - Mrs. Kingsley
- Aidan Quinn - Gerry Moore
- Juno Temple - Jennifer "Drippy" Logan
- Georgia King - Harriet Bentley
- Kimberley Nixon - Kate
- Johnny Pacar - Roddy
- Shirley Henderson - Matron
- Lexi Ainsworth - Molly Moore
- Linzey Cocker - Josie
- Sophie Wu - Kiki
- Nick Frost - Mr. Christopher
- Shelby Young - Ruby
- Daisy Donovan - Miss Rees-Withers
- Jason Watkins - Mr. Nellist